# Xerophyta concolor
Xerophyta concolor är en enhjärtbladig växtart som beskrevs av Lyman Bradford Smith. Xerophyta concolor ingår i släktet Xerophyta och familjen Velloziaceae.
Artens utbredningsområde är Angola. Inga underarter finns listade.